# Asco Industries
Asco Industries est une société familiale fondée en 1954 et établie à Zaventem, en Belgique. Elle s'est spécialisée dans le développement,créé par Émile Boas et repris par son fils Christian Boas. La production et le traitement de composants de haute précision (en acier, en aluminium et en titane) destinés à l'industrie aéronautique.
Les principaux clients d'Asco sont Airbus, Boeing, Bombardier Aéronautique et Embraer. Asco est, notamment, l'un des partenaires des projets Airbus A380, Airbus A400M et Lockheed Martin F-35.
Asco est dirigé par Christian Boas, 35e fortune belge.

## Histoire
Le 22 mai 2014, Asco Industries reprend Ascometal, en redressement judiciaire depuis mars.